# Puy de Clierzou
 (août 2016).
Le puy de Clierzou, ou Cliersou, est un volcan de la chaîne des Puys, dans le Massif central, âgé de 11 000 ans. Il s'agit d'un dôme culminant à 1 199 mètres d'altitude sur la commune d'Orcines.

## Géographie

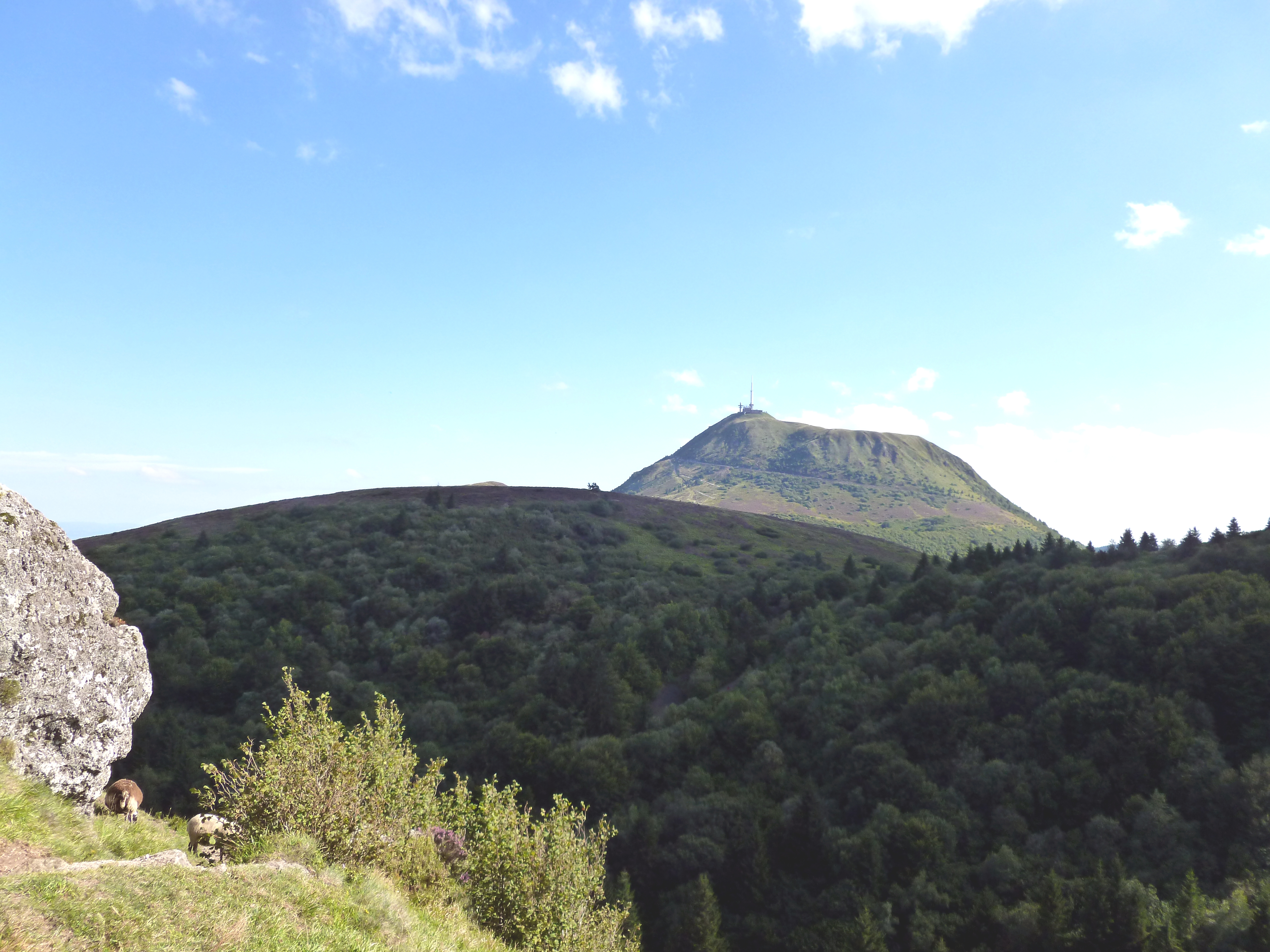
Vue du puy de Dôme depuis l'entrée d'une carrière du Clierzou, avec le Petit Suchet au premier plan.

Le puy de Clierzou se situe à une dizaine de kilomètres à l'ouest de Clermont-Ferrand. Il est entouré à l'est par le puy Pariou, au sud par le Petit Suchet, au sud-ouest par le Grand Suchet, à l'ouest par le puy de Côme et au nord par le puy de Fraisse.

## Histoire

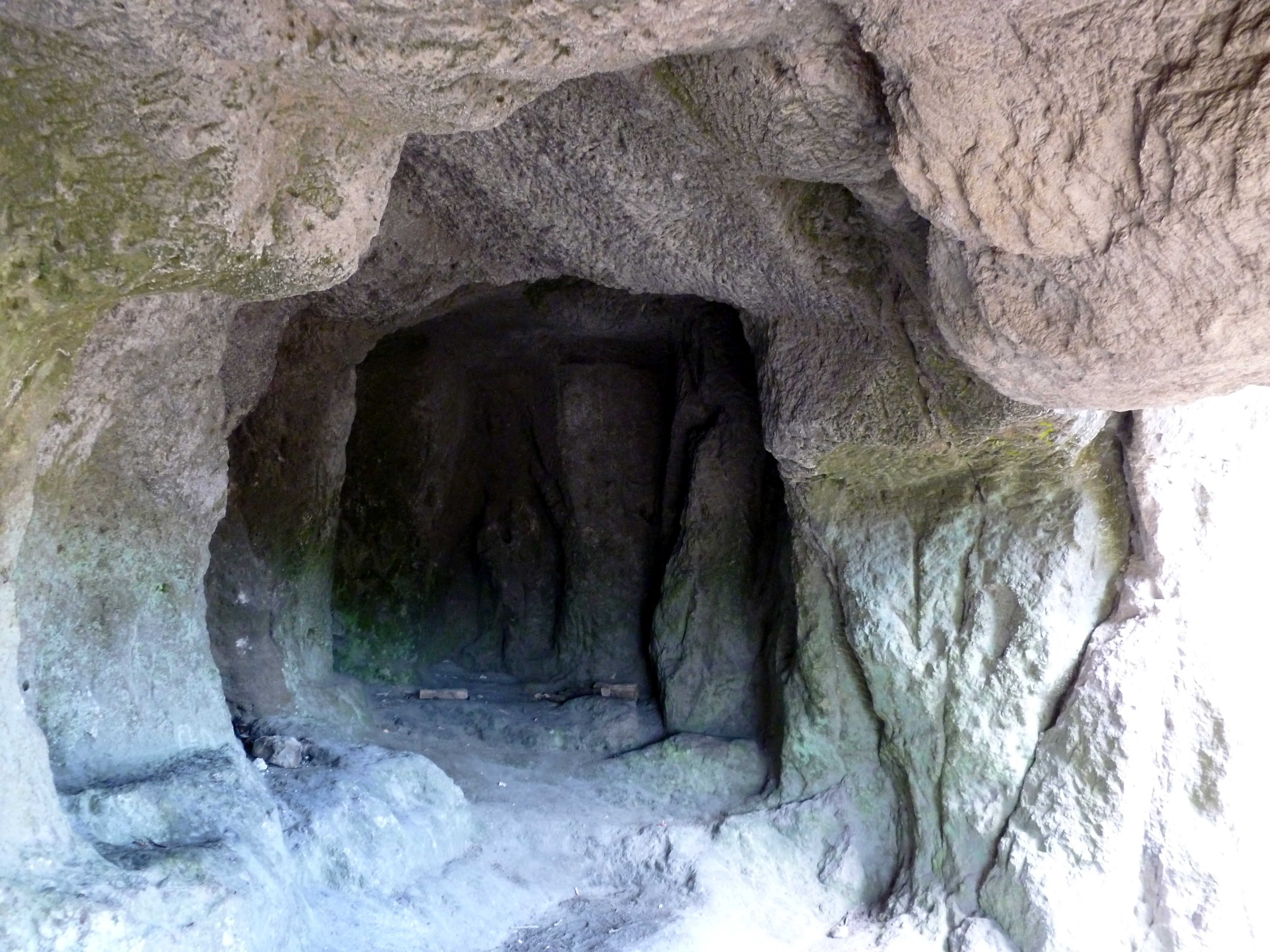
Entrée d'une carrière de trachyte du Clierzou.

Pendant le haut Moyen Âge, des carrières furent creusées non loin de son sommet pour en extraire des sarcophages mérovingiens.

### Recherche
Le projet collectif de recherche « Trachyte », co-porté par la MSH de Clermont-Ferrand, le LMV et le LPC, est consacré au trachyte, à son exploitation, à ses utilisations et la diffusion des produits manufacturés de l'Antiquité à l'époque moderne. Les différents travaux associent des archéologues, des géologues, des physiciens, des spéléologues, des ingénieurs et des tailleurs de pierre. Une mission de fouilles archéologiques a été prévue sur les pentes du puy de Clierzou du 6 au 10 novembre 2017. Le but de la mission était de sonder plusieurs cavités ayant servi de carrières d’exploitation, l'étude étant supervisée par les archéologues de l'INRAP.

## Randonnée
On peut monter au Clierzou par le sud en empruntant un chemin qui passe dans la forêt. Ensuite, au pied du volcan, il faut monter par un chemin escarpé et difficile qui se termine au sommet du volcan.